# Moda Domani Institute
Moda Domani Institute és una antic escola de negocis europea amb seus a París. Fundada l'any 2014.
És una de les poques escoles de negocis a França especialitzats en el luxe, la moda i el disseny. L'escola de negocis és un membre del IONIS Education Group, el grup privat més gran de França en termes de població estudiantil i de dotació. Al Regne Unit, la universitat té una associació de doble titulació amb la Liverpool John Moores University.
L'escola tanca el setembre de 2020, substituïda per ISG Luxury Management.